# Хриспа
Хрисанфи-Пагона Питтиропулу (греч. Χρυσάνθη-Παγώνα Πυττιροπούλου, род. 7 декабря 1982) — творческий псевдоним греческой певицы Хриспа (греч. Χρύσπα).

## Биография
Хрисанти-Пагона Питтиропулу (Хрис-Па) родилась 7 декабря 1982 в Афинах, Греция. В пятилетнем возрасте переехала в Пирей, где она стала заниматься музыкой и танцами. Изначально она не планировала быть певицей, а любила балет. После 13 лет занятий балетом, она отказалась от карьеры балерины из-за низкого роста и начала заниматься вокал, фонетикой, фортепьяно и гитарой, в течение 13 лет занималась классическим балетом. Изначально она собиралась поступать в Школу физкультуры, но встреча с Софией Воссу передумала. В 18 лет решил профессионально заняться пением.

## Музыкальная карьера
В 2003 году у Хриспы вышел ее первый альбом под названием «Τώρα». Зимой 2004 был выпущен альбом «Χρύσπα», который имел успех, в основном благодаря таким песням Пегасосом, как «Μου Κάνει Πλάκα ο Θεός», «Φεύγω Για Το Επτά», и именно эти песни динамично представили ее в общественное сознание, но и в ночной жизни страны. В 2005-2006 годах он сотрудничал со многими именами в этой области, такими как Йоргос Цаликис, Элли Коккину, Фемис Адамантидис и Каломира.

### Евровидение
Певица была кандидатом представлять Грецию на конкурсе Евровидение 2008 с песней A Chance to Love, но в национальном отборе заняла 3 место, уступив Костасу Мартакису и Каломире, которая представляла страну на конкурсе.

## Личная жизнь
В июле 2010 певица вышла замуж за грека Панайотиса Николау. Также есть сестра Эвридики Питтиропулу, и её родители Йоргос Питтиропулос и Мария Питтиропулу.

## Дискография

### Альбомы
- 2003: Tora (Greece #49)
- 2004: Chrispa (Greece #32)
- 2006: Posa Hrostao (Greece #1) GOLD
- 2007: Kathreftis (Greece #6)
- 2009: Mehri Edo

### CD Синглы
- 2004: "Mou Kani Plaka O Theos"
- 2007: "Diki Sou Gia Panta" (Remix)
- 2008: "A Chance to Love"

### Цифровые синглы
- 2004: "Oh God"
- 2005: "Boro Boro vs Chiculata" feat. Sarbel
- 2008: "Hawaii" feat. Master Tempo
- 2010: "Den Yposhome Tipota"
- 2011: "Eisai Asteri" feat. BO
- 2012: "Kolla 5"
- 2013: "Me skotonei"
- 2014: "Den Erotevome" ("Ola Kala")
- 2015: "Den Ektimas Me Tipota"
- 2016: "Etimasou"
- 2016: "Ta 'Theles"
- 2017: "Aladdin"
- 2018: "Kane Oneira"
- 2019: "Eheis Trelathei"
- 2021: "Se Gelasan"